# Leniuszki
Leniuszki [pronunciación en polaco: /lɛˈɲuʂkʲi/] es un pueblo ubicado en el distrito administrativo de Gmina Tuczna, dentro del condado de Biała Podlaska, voivodato de Lublin, en el este de Polonia. Se encuentra a unos 7 kilómetros al este de Tuczna, a 34 kilómetros al sureste de Biała Podlaska, y a 95 kilómetros al noreste de la capital regional Lublin.